# 喬治敦 (伊利諾伊州)
喬治敦（英語：Georgetown）是一個位於美國伊利諾伊州弗米利恩縣的城市。

## 地理
喬治敦的座標為39°58′43″N 87°43′10″W / 39.97861°N 87.71944°W，而該地的平均海拔高度為204米（即669英尺）。

## 人口
根據2010年美國人口普查的數據，喬治敦的面積為4.18平方千米，當中陸地面積為4.18平方千米，而水域面積為0.00平方千米。當地共有人口3474人，而人口密度為每平方千米831.1人。